# Museu Valencià del Paper
El Museu Valencià del Paper és un museu situat a la localitat valenciana de Banyeres de Mariola (l'Alcoià).
Es va inaugurar el 25 de març de 1997 a la Torre de la Font Bona de Banyeres de Mariola (Alacant). Al cap de dos anys, el 21 de maig de 1999, va ser traslladat a la seua ubicació actual al xalet de Vila Rosario, construït en 1903 i situat al parc homònim. El museu, creat originalment a partir les donacions de Juan Castelló Mora, exposa el procés artesanal de fabricació de paper, il·lustrat amb els objectes utilitzats i maquetes d'antics molins, entre d'altres. Destaquen així mateix els 1300 llibrets de paper de fumar, les filigranes d'entre els segles XVII i xx, anuncis de fàbriques de tabac, joguines de paper i un llarg etcètera. Posseeix a més una àmplia biblioteca especialitzada, amb més de 1500 volums.
El museu disposa les seues peces en 6 sales repartides en 3 plantes i el soterrani, on es troba un taller d'elaboració manual del paper.
Després d'un any tancat per reformes per actualitzar-ho i posar-ho al dia, es va reinaugurar el 24 de febrer de 2019.